# Johann Nepomuk von Tschiderer
Johann Nepomuk von Tschiderer zu Gleifheim (Bolzano, 15 de abril de 1777 - Trento, 3 de diciembre de 1860), fue un obispo católico austríaco. De 1834 a 1860 fue obispo de Trento. Fue beatificado en 1995 por el Papa Juan Pablo II.

## Biografía

### Primeros años
Johann-Nepomuk Johann-Baptist Franz-Xaver Maria von Tschiderer zu Gleifheim nació como el quinto de siete hijos del matrimonio Joachim von Tschiderer zu Gleifheim y Katharina von Giovanelli zu Gerstburg y Hörtenberg en Bolzano, donde su lugar de nacimiento (esquina de Silbergasse y Pfarrgasse) todavía existe hoy.
El día de su nacimiento fue bautizado en la iglesia parroquial de la Asunción de María. La familia de su padre emigró a Paznaun desde Graubünden en 1529 y llegó a Bolzano e Innsbruck a través de Eppan; el emperador Fernando III la ennobleció en 1620. Su padre era funcionario y propietario de una casa y un terreno en Bolzano. Los parientes maternos son Joseph von Giovanelli zu Gerstburg y Hörtenberg e Ignaz von Giovanelli zu Gerstburg y Hörtenberg. La madre de Tschiderer daba mucha importancia a una vida sencilla, solo comían pan seco y agua. Después de curarse de la mudez, Johann Nepomuk asistió a la escuela secundaria franciscana de Bolzano. En 1783 la familia se trasladó a Innsbruck, donde el padre fue nombrado primer recaudador de impuestos en la Tierra de la Corona del Tirol en 1785 debido a su escrupulosidad y eficiencia. Sin embargo, Johann-Nepomuk inicialmente se quedó en Bolzano y solo se mudó al Lyceum en Innsbruck desde 1795 para completar sus estudios filosóficos y los conoció al padre Ercolano Oberrauch que lo guio en el estudio de la escritura sagrada y la patrística hasta 1798. Fue ordenado sacerdote el 27 de julio de 1800 en Trento por el príncipe-obispo Emanuel Maria Graf Thun y Hohenstein. Celebró su servicio en la pequeña iglesia de San Antonio de Padua en Collalbo (Klobenstein), donde la familia pasaba los veranos, donde permaneció durante dos años como párroco auxiliar de la parroquia de Longomoso (Lengmoos), donde fue cooperador un año más, ya que inicialmente no hubo cooperación debido a los numerosos sacerdotes jóvenes. En 1802 obtuvo el permiso para ir a Roma durante un año donde fue recibido varias veces en audiencia por el Papa Pío VII. De regreso a Austria, volvió a colaborar en las parroquias de Auna di Sotto en 1803 y San Pancrazio en Ultental en 1804 donde también impartió instrucción religiosa, visitó a los enfermos y se preparó para el examen de párroco. Incluso en ese momento, se refería a Tschiderer como "el dador de limosnas de Dios".
En 1807, para su gran sorpresa, von Tschiderer fue nombrado párroco y profesor de teología moral y pastoral en el seminario de Trento en Trento por el rey de Baviera a la edad de 30 años. Su cargo allí no fue fácil, ya que el rector y otros profesores eran seguidores de la Ilustración y el josefinismo. En el levantamiento popular tirolés de 1809, se ocupó especialmente de los sacerdotes expulsados de Vinschgau y Meran en Trento. Su amabilidad y sus conferencias deleitaron a los estudiantes, y fue un confesor solicitado.
A Von Tschiderer, sin embargo, no le agradaba el clima intelectual y político de Trento; quería volver a la pastoral. A pesar de las dificultades para aprender y usar el idioma italiano, demostró ser un excelente maestro y en 1810 se convirtió en pastor en Sarntal. 
Pero en el momento de la anexión de Trentino al Reino napoleónico de Italia, todos los maestros de origen alemán tuvieron que ser reemplazado por maestros de origen italiano y por esta razón Johann tuvo que abandonar su puesto. Esto no le impidió en ningún caso fundar pequeños colegios en diferentes localidades y comprometerse junto con otros profesores de lengua alemana en la transmisión del catecismo a la gente, llevando también alimentos y comidas a las comunidades más alejadas de los centros habitados. Durante la hambruna de 1815/1816, recogió y distribuyó alimentos allí y abogó por que la juventud rural aprendiera oficios, especialmente las niñas, la confección de encajes y la costura de mantas. Al principio se encontró con la resistencia de los campesinos, se transmite el siguiente intercambio con algunos campesinos enojados de la casa parroquial: "Entraste por esta puerta, ¡puedes salir de nuevo aquí!" A lo que él respondió tranquilamente: "¡No! Tengo esta parroquia para mí premiada, ¡tampoco me la pueden quitar!".
El 13 de septiembre de 1819, tras la restauración de los austriacos, fue nombrado párroco de Merano y el 26 de octubre de 1826 fue convocado a Trento por el obispo Franz Xavier Luschin, quien lo nombró canónigo de la catedral de Trento y miembro del capítulo tridentino. Al año siguiente, el 26 de diciembre de 1827, fue nombrado provicar en la arquidiócesis y colocado en su clero para proporcionar enseñanza en alemán en el área de Trento.

### Obispo de Trento

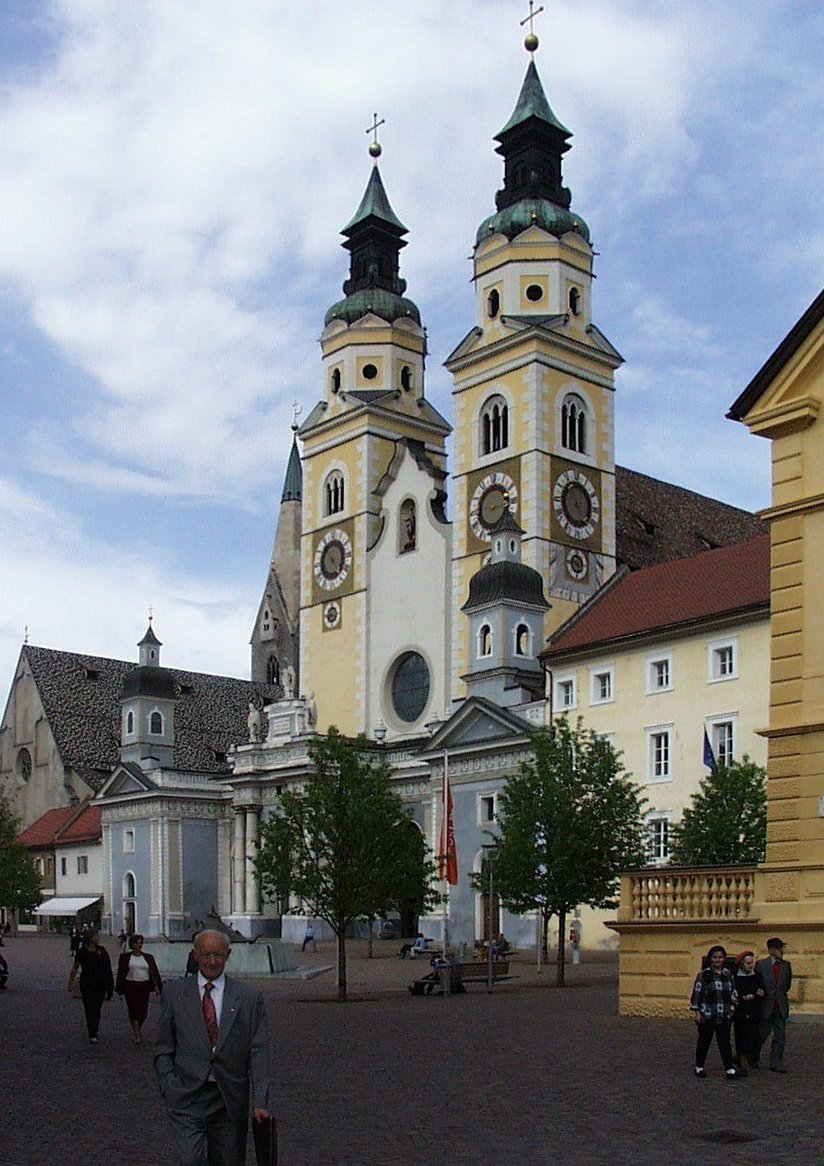
Brixner Dom

En 1826 Tschiderer fue nombrado miembro del Cabildo de la catedral de Trento después de 16 años en el cuidado pastoral del obispo de Trento Franz Xaver Luschin (1781-1854, r. 1823-1834) nombró a Provikar para la parte de habla alemana de la  diócesis de Trento.  Su amplia esfera de actividad también incluyó partes de las diócesis actuales Brixen, Innsbruck y Feldkirch. En 1831 Bernhard Galura, obispo de Brixen, lo propuso y el emperador, con la confirmación del Papa, lo nombró vicario general y el 24 de febrero de 1832 obispo auxiliar de Vorarlberg, que residía en Feldkirch. La ordenación como obispo titular de Heliopolis in Augustamnica tuvo lugar el 20 de mayo de 1832 en la Catedral de Innsbruck.  Ya de camino a Feldkirch donó el sacramento de la Confirmación y consagró iglesias.  Su comportamiento afable rápidamente se ganó el corazón de la población.  Durante este tiempo estuvo particularmente comprometido con los llamados niños suabos: niños campesinos tiroleses que fueron enviados a Suabia como trabajadores estacionales.  Von Tschiderer utilizó el breve período de relajación para una peregrinación a la Basílica de Rankweil.  Un sacerdote de Vorarlberg dijo sobre él en ese momento: "Es suficiente verlo, es suficiente intercambiar dos palabras con él, es un santo".

### Príncipe-Obispo de Trento

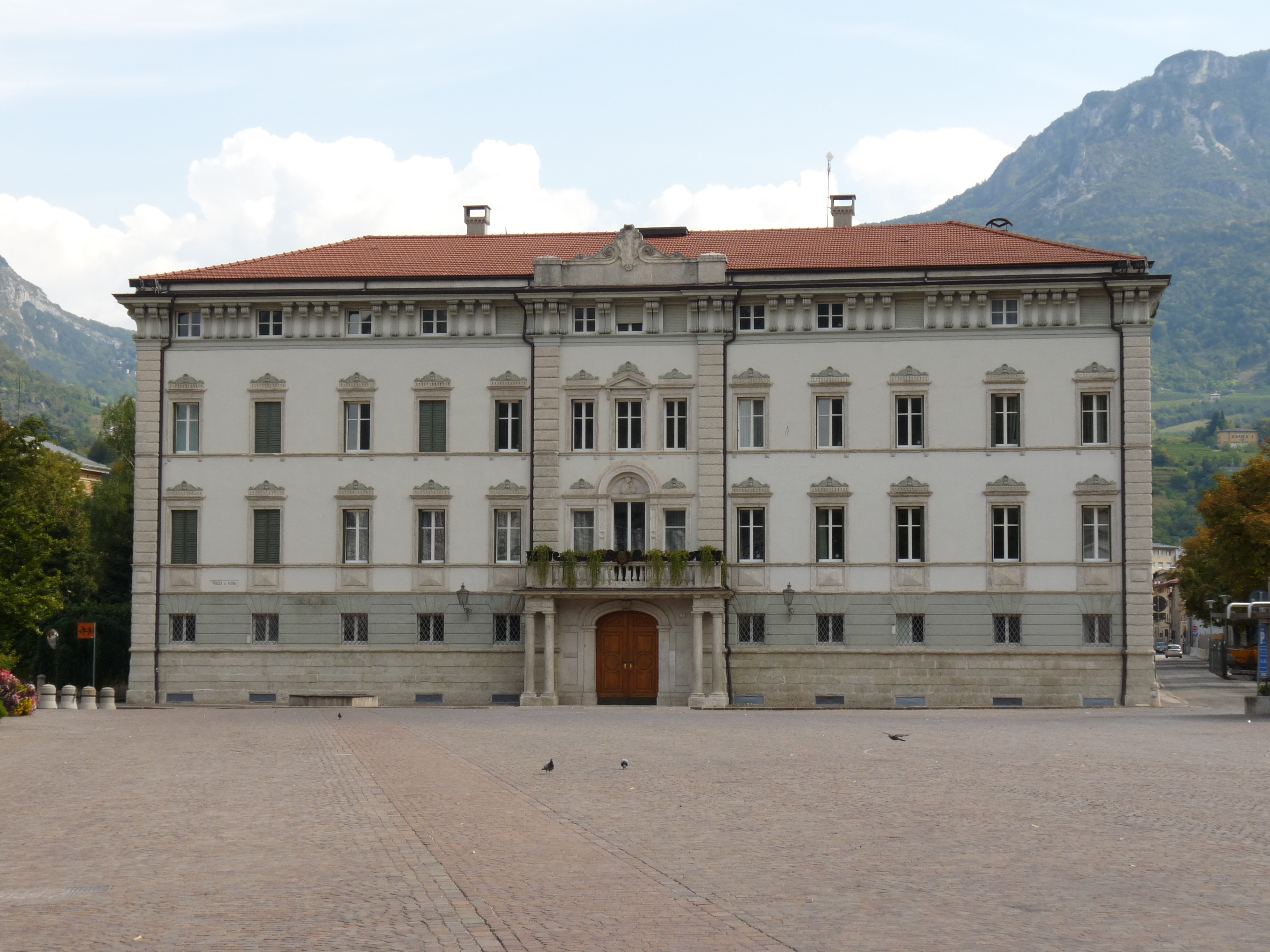
Palacio del Arzobispo, Trient

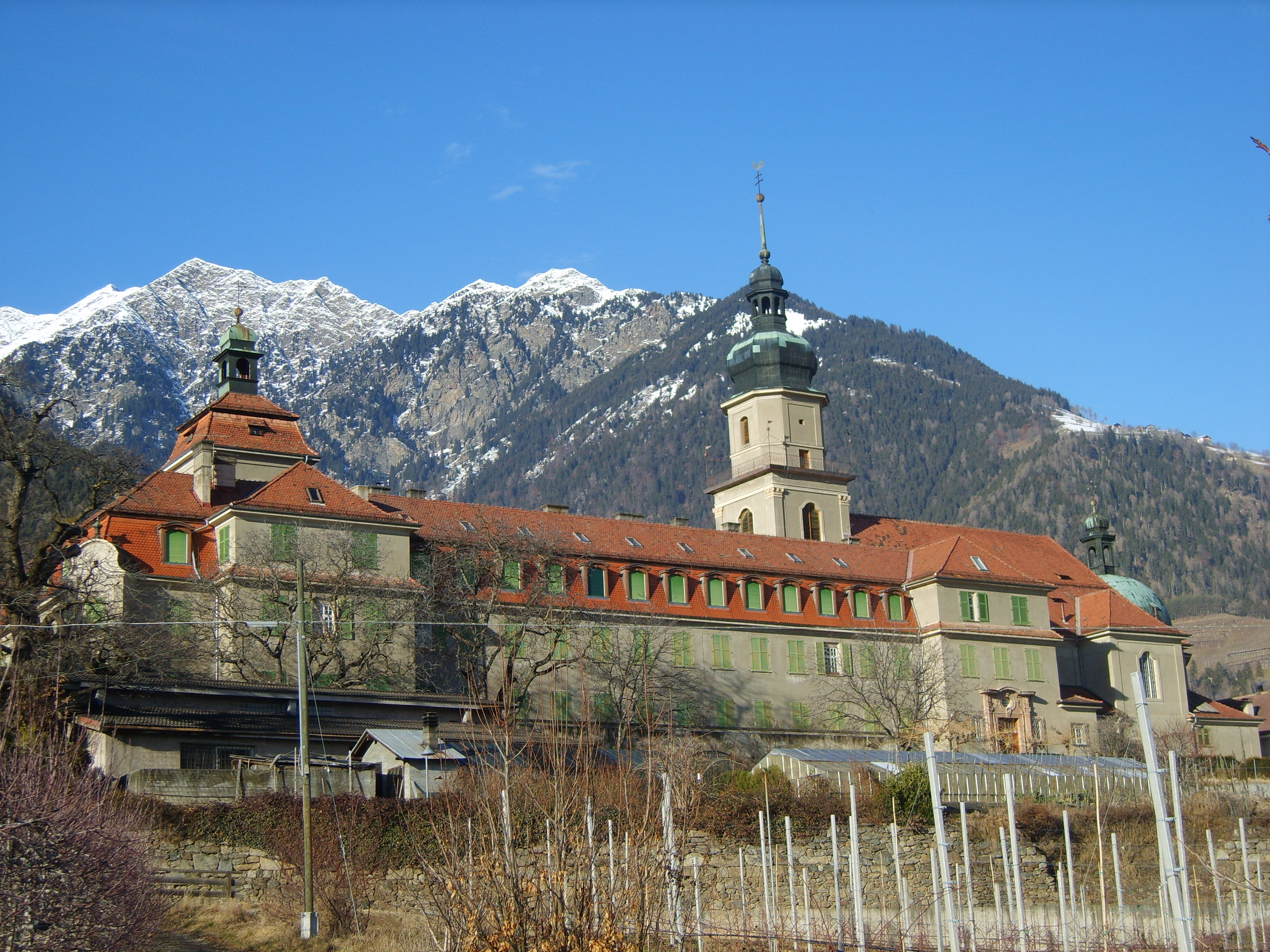
Johanneum Dorf Tirol - vista sur

Como obispo Luschin en 1834 a Lemberg  fue transferido, fue nombrado por Tschiderer por Kaiser Franz I como su sucesor como obispo de Trento y designado como tal por el Papa Gregorio XVI. El 3 de mayo de 1835, tomó solemnemente posesión del Príncipe Obispado. El apolítico von Tschiderer se concentró por completo en las tareas espirituales en su diócesis bilingüe, que estaba en el área política de tensión entre Austria e Italia. Dado que la formación de sacerdotes era una preocupación central para él, como oponente de las reformas josefinianas inmediatamente se dedicó a reemplazar a los profesores del seminario que se adhirieron a las ideas josefinas por hombres de su confianza. . Envió clérigos calificados al Frintaneum a Viena o al Germanicum a Roma para su formación adicional. Introdujo cursos anuales retiros para el clero, con quien disfrutaba de una cálida relación. También defendió la unidad de fe en el Tirol. Se enfatiza su compromiso con la formación de sacerdotes. Fundó Konvikt e en Borgo y Bozen, así como el Johanneum. La mejora de la atención pastoral también sirvió a la Visita regular de su diócesis, así como a la promoción de las órdenes (Jesuitas, Redentoristas, comunidad sacerdotal de la Orden Teutónica, Hermanas del Sagrado Corazón entre otros).
Acerca de su madre, pariente lejana de la mística Maria von Mörl, guardó silencio sobre los sensacionales acontecimientos, pero junto con su confesor se aseguró de que ella no sufriera los efectos negativos de su fama y provocó la preparación de un testimonio para eliminar el fundamento de la calumnia y rumores. Junto con la parroquia de Kaltern, decidió construir un anexo a la sacristía de la Iglesia de las Hermanas Terciarias, que serviría como habitación para la mística visitada por peregrinos. Permitió un altar en su habitación para que a menudo pudiera recibir los sacramentos. En 1837 y 1847 la visitó personalmente.
Un punto culminante de su trabajo fue el 300 aniversario del Concilio de Trento) en 1845. Von Tschiderer lo usó para una renovación religiosa de toda su diócesis y fue bien recibido por la gente. Numerosos obispos y cardenales vinieron a Trento. El arzobispo de Salzburgo, cardenal Friedrich zu Schwarzenberg, que había sido ordenado obispo por el propio Tschiderer, fue recibido con especial honor como enviado papal. Cuando, en el año revolucionario de 1848, la gente quiso asaltar las despensas y revistas en Trento, von Tschiderer los recibió en la barricada con las palabras: “¡Solo sobre mi cadáver!”, Tras lo cual le entregaron las llaves a él y a la gente gritaba: “Viva el obispo”. En los 25 años de su actividad episcopal, von Tschiderer visitó dos veces los 710 centros de atención pastoral de su gran diócesis. Alrededor de 200.000 niños y jóvenes recibieron la confirmación de su mano. Ordenó sacerdotes a unos 2000 jóvenes y consagró 60 iglesias.
Después de una larga enfermedad, Tschiderer murió el 3 de diciembre de 1860 en Trient en nombre de santidad. Fue enterrado en el pasillo izquierdo de la catedral de Trento. En su testamento consideró el hogar para sordos y mudos que fundó en Trento, que hoy lleva su nombre, y el Johanneum, que ha sido visitado por alrededor de 3.000 estudiantes desde entonces.

## Agradecimiento
Príncipe según el título, llevó, en contra de los consejos de sus conocidos, una vida sin pompa externa, en la sencillez y ascesis.  Él mismo llevó a cabo reparaciones en el apartamento del príncipe-obispo.  El vestido gastado que se conserva en el Johanneum todavía da testimonio de su modestia en la actualidad.  El hogar para sordos y mudos de Trento se remonta a su iniciativa y apoyo económico.  Su apertura social se evidencia por el hecho de que incluso en su tiempo en Sarntal enseñaba a mujeres y niñas en encaje y, como obispo en Rovereto, hizo construir una casa para las 300 trabajadoras. empleado en una hilandería de seda en circunstancias miserables.  Su filantropía y cercanía a la gente le trajo simpatía entre la población.  Para promover su educación, adquirió literatura religiosa de sus propios recursos.  Von Tschiderer también amaba el arte: donaba cruces, estatuas, casullas, cálices y custodias para muchas iglesias y monasterios, o patrocinaba artistas.
Se llevó a su sobrino Ernst Freiherr von Tschiderer (1830-1916), más tarde compositor, director de orquesta, abogado, k.  k.  Chamberlain y hombre de letras, durante sus dos últimas clases de secundaria en.
Cuando von Tschiderer murió, la opinión unánime de la población fue: Murió un santo y muchos sacerdotes declararon que le habían rezado a él, no por él. De un contemporáneo, el alcalde de Trento, el Conde Benedikt von Giovanelli zu Gerstburg y Hörtenberg (1775-1846), es z.  Por ejemplo, el refrán continúa: "Si hay santos, entonces el príncipe-obispo Tschiderer es alguien, y de hecho alguien que hace que la virtud sea adorable". Un confidente, Peter Rigler, dijo: "Nuestro santo obispo es, nosotros no dudes, ya en posesión de la bienaventuranza eterna y en lo alto ”.  Llegaron muchos informes de respuestas a la oración. Un sucesor en el episcopado, Benedikt Riccabona von Reichenfels (1807-1879), inició el proceso de beatificación de 122 años en 1873, al que el alemán El jesuita e historiador de la Pontificia Universidad Gregoriana (Pontificia Universidad Gregoriana), Josef Grisar, había presentado el informe en 1936.  El camino para la beatificación fue el reconocimiento de la maravillosa curación de Attilo Lanzinger de 15 años de Lavis en 1992 después de que su familia hubiera rezado una novena al obispo Tschiderer por el moribundo.
El 30 de abril de 1995, von Tschiderer fue beatificado por el Papa Juan Pablo II en Trento con la participación de 100.000 personas. y entre otros.  honrado con las palabras:

El obispo Johann Nepomuk von Tschiderer es ... un hombre que ha cruzado fronteras.  Hizo suyas las instrucciones del Señor de servir y no de ser servido.  Pudo superar y conectar las fronteras de diferentes campos sociales, diferentes idiomas y diversas mentalidades.  El nuevo Beato trabajó en el corazón de Europa y, con el ejemplo brillante de su persona, supo preservar las identidades y al mismo tiempo promover la comunidad
 Papa Juan Pablo II